# Медицинские институты
Медицинские институты — высшие учебные заведения, осуществляющие в Российской империи, СССР и Российской Федерации подготовку врачебных кадров в системе здравоохранения.

## История

### Российская империя
В Российской империи подготовка врачебного корпуса осуществлялась в высших учебных заведениях медицинского профиля. Подготовкой врачебных кадров осуществлялось на медицинских факультетах Императорского Московского, Императорского Новороссийского, Императорского Киевского, Императорского Харьковского, Императорского Дерптского, Императорского Казанского, Императорского Виленского, Императорского Николаевского и Императорского Варшавского университетов. Так же подготовка медицинских кадров осуществлялась в Петербургском психоневрологическом институте, на Высших женских курсов в Москве, Одессе и Киеве, Петербургских и Киевских женских медицинских институтах, и в ИМХА. На территории Дальнего Востока и Сибири имелось одно высшее медицинское учреждение — медицинский факультет Императорского Томского университета. В Белоруссии, Казахстане, Закавказье и Средней Азии не существовало ни одного высшего медицинского учебного заведения.
К 1917 году, накануне революции на высших медицинских учебных заведениях обучалось около восьми тысяч шестисот студентов, каждый год учебными заведениями выпускалось до тысячи врачебных кадров, что являлось крайне мало. Согласно учебным планам медицинских факультетов России, утверждённым ещё в 1884 году, этими факультетами готовились лекари, которые в качестве врача оказывали только лечебную помощь, без узкоспециальной направленности, санитарно-профилактические направления занимали в учебном плане и программах этих факультетов ничтожное место.

### Советский период
С 1918 по 1924 год в РСФСР и других республиках Советского Союза начали открываться новые медицинские факультеты в таких городах как: Воронеж, Астрахань, Нижний Новгород, Симферополь, Тифлисе, Баку, Иркутск, Смоленск, Ташкент, Краснодар, Екатеринбург, Омск, Минск, Москва и Ереван. В 1928 году в Советском Союзе работало около двадцати пяти высших учебных заведений в области медицины. 23 июля 1930 года Постановлением ВЦИК и СНК СССР медицинские факультеты при университетах были преобразованы в самостоятельные медицинские институты и создание в их структуре профильных факультетов: педиатрических, санитарно-гигиенических и стоматологических с пятилетним сроком обучения. В 1934 году в Советском Союзе было создано сорок девять, к 1940 году — семьдесят два действующих медицинских институтов.
1 декабря 1944 года Постановлением СНК СССР «О мероприятиях по улучшению подготовки врачей» срок обучение в медицинских институтах был продлён до шести лет. После Великой Отечественной войны начали создаваться и развиваться медицинские институты в Сибири, Дальнем Востоке и на Урале. С 1950 по 1960 год в Советском Союзе было открыто шестнадцать новых медицинских институтов: Барнаульский, Благовещенский, Актюбинский, Андижанский имени М.Калинина (2 лечебных фак-та) и другие, а также два медицинских факультета в Петрозаводском и Якутском университетах. С 1966 года были открыты медицинские факультеты при Мордовском, Кабардино-Балкарском и Чувашском университетах. В соответствии с профилем подготовки медицинские институты имели в своей структуре от одного до пяти факультетов: санитарно-гигиенический, стоматологический, лечебный, фармацевтический и педиатрический, а также в некоторых институтах были созданы медико-биологические факультеты и факультеты усовершенствования врачей и провизоров.
Основным учебно-научным подразделением медицинского института является кафедра, их количество было определено учебными планами. Руководство факультетов и кафедр института осуществляет ректорат, во главе с ректором института. В каждом институте под руководством ректора был создан Совет института. С 1974 года Постановлением ЦК КПСС и Совета Министров СССР «О мерах по дальнейшему совершенствованию аттестации научных и научно-педагогических кадров» в институтах были созданы специализированные советы по защите диссертаций на соискание учёных степеней кандидата и доктора наук. К 1973 году в СССР было создано — семьдесят восемь медицинских институтов и девяти медицинских факультетов ряда государственных университетов.
К середине семидесятых годов в медицинских институтах и на медицинских факультетах государственных университетов обучалось свыше трёхсот тысяч студентов. Срок обучения в медицинских институтах на педиатрическом, санитарно-гигиеническом и лечебном факультетах был шесть лет, на медико-биологическом факультете — пять с половиной лет, а на фармацевтическом и стоматологическом факультетах — пять лет. Окончившим медицинский институт выпускникам присваивалась квалификация врача, санитарного врача, врача-стоматолога, врача-педиатра и провизора а окончившим медико-биологический факультет — биохимика или биофизика.